# Picka (Oppach)
Picka (obersorbisch Pikow) ist ein Ortsteil von Oppach im Landkreis Görlitz.

## Geographie

### Lage
Picka befindet sich südlich der Bieleboh-Bergkette im westlichen Teil des Landkreises im Lausitzer Bergland. Die Ansiedlung liegt am Osthang des Pickaer Berges (486 m) am Waldrand über dem Quellgrund des Lindenberger Wassers. Nordwestlich erhebt sich der Potsberg (448 m), im Nordosten der Galgenberg (424 m) und der Wurbisberg (405 m) sowie östlich das Hähnel (393 m).
Durch Picka verläuft der Oberlausitzer Bergweg. Nordöstlich des Ortes überquert die Bundesstraße 96 zwischen dem Galgen- und Wurbisberg den Bergkamm.

### Nachbarorte
| Crostau       | Wurbis                                      | Zieglertal |
| Schirgiswalde | Kompassrose, die auf Nachbargemeinden zeigt | Eichen     |
| Ellersdorf    | Wassergrund                                 | Lindenberg |

### Straßen
Der Ortsteil besteht aus den Straßen Pickaer Straße und Am Galgenberg.

## Geschichte

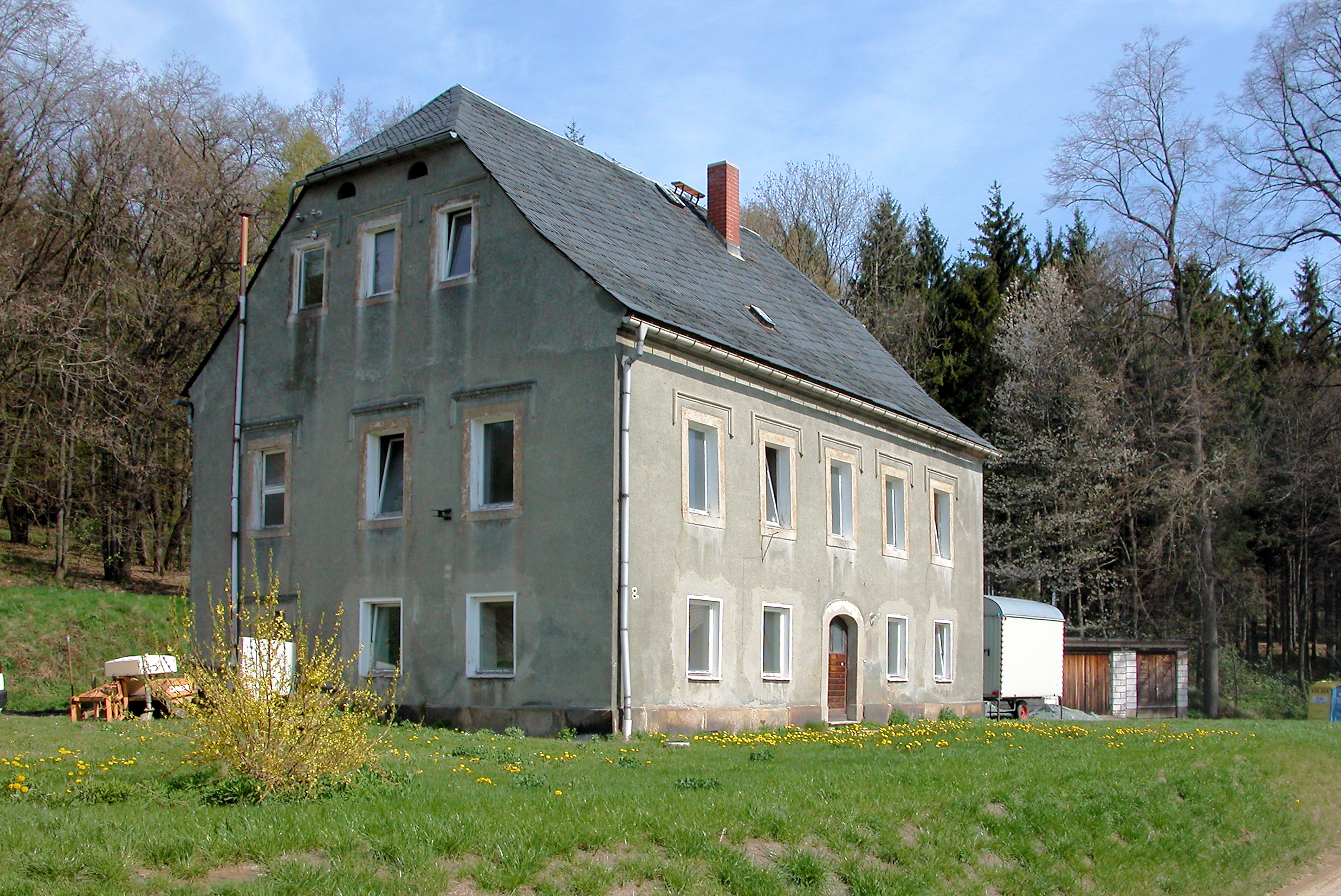
"Schlössl" Picka

Die älteste Erwähnung des Ortes stammt von 1437. Zum Ende des 16. Jahrhunderts ist eine dem Oppacher Grundherrn Ernst von Rechenberg gehörige Schäferei am hohen Wald nachweislich. Seit 1631 befand sich in Picka ein Vorwerk des Rittergutes Oppach. Zu dem als „Schlössl“ bezeichneten Vorwerk gehörten eine Schäferei, ein Jagd- und ein Försterhaus. Das von Esskastanien umgebene Schlössel war ein beliebter Aufenthalt der Oppacher Grundherren von Nostitz und Jänkendorf. Der letzte Umbau des mit einer Türbekrönung im Renaissancestil versehenen Schlössels erfolgte 1856. Oberhalb des Schlössels führte eine Lindenallee nach Osten auf das Hähnel.

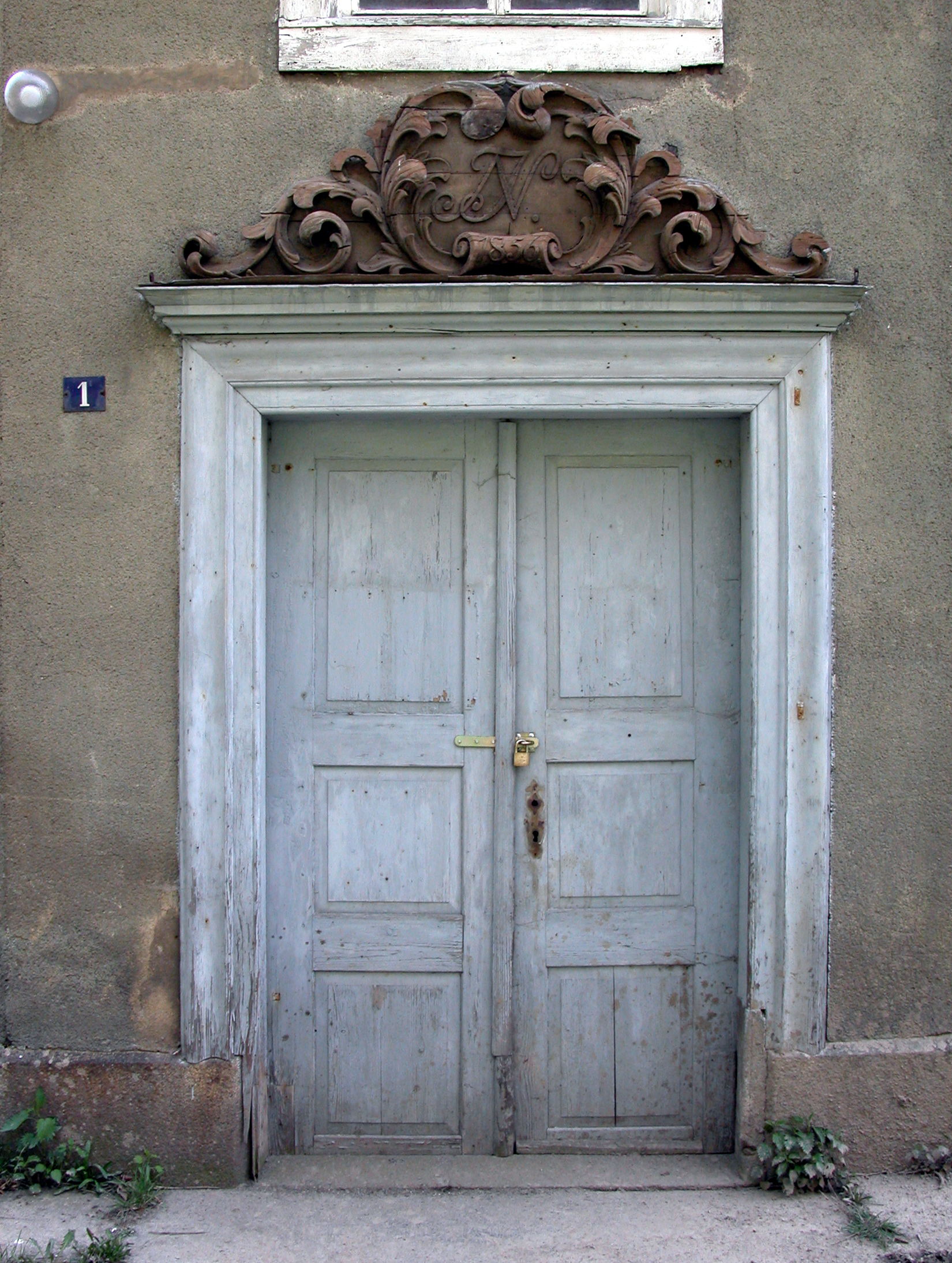
"Schlössl" Picka

Picka war immer ein Gemeindeteil von Oppach und ist auch dorthin eingepfarrt. 1888 wurde in Oberoppach beim Erntekranz eine Schule für die Ortsteile Oberoppach und Picka eingerichtet; sie bestand bis 1945. Zum Ende des 19. Jahrhunderts begann die Entwicklung des Ortes zu einem beliebten Ausflugs- und Erholungsort. Das von Ausflüglern stark frequentierte Gasthaus "Waldfrieden" mit seiner Aussichtsterrasse wurde als "Balkon von Oppach" bezeichnet. Außerdem gab es im Picka mehrere kleinen Pensionen. In den 1960er Jahren errichtete der VEB Gaskombinat Schwarze Pumpe zwischen Picka und Lindenberg ein Kinderferienlager mit Bungalows, Kulturhaus und Freilichtbühne. Nach 1990 wurde das Ferienlager aufgelöst und mit Ausnahme eines Gebäudes abgerissen. Auch das Gasthaus "Waldfrieden" besteht nicht mehr.
Im Schafstall des Schlössels wurde eine historische Markthalle sowie die „Alte Tischlerei“ mit traditionellem Werkzeug eingerichtet. Außerdem bestand mit dem „Kleinen Waldfrieden“ eine saisonale Gaststube. Im Oktober 2015 wurde der „Kleine Waldfrieden“ aus Altersgründen aufgegeben, damit schloss die letzte Gaststätte in Picka.
Das Lindenrundteil auf dem Hähnel ist als Naturdenkmal geschützt.

### Ortsnamensformen
Die älteste Namensform ist uff dem Bigke (1437), weitere Schreibweisen waren zur Pick (1662) und Picke (1732).

### Einwohnerentwicklung
Beim Zensus vom 9. Mai 2011 bestand Picka aus 26 Wohngebäuden, in denen 61 Personen lebten. Das Durchschnittsalter lag bei 46 Jahren.
| Jahr | Einwohner                               |
| ---- | --------------------------------------- |
| 1777 | 1 besessener Mann, 3 Gärtner, 3 Häusler |
| 1834 | 84                                      |
| 1871 | 140                                     |
| 1890 | 139                                     |
| 2011 | 61                                      |

### Verwaltungszugehörigkeit
- 1777: Bautzener Kreis, 1843: Landgerichtsbezirk Bautzen, 1856: Gerichtsamt Neusalza, 1875: Amtshauptmannschaft Löbau, 1952: Kreis Löbau, 1994: Landkreis Löbau-Zittau, 1. August 2008: Landkreis Görlitz

## Ortsbild
Picka ist eine Streusiedlung, in deren nordöstlichem Teil das Schlössel – ein Dreiseithof – liegt.